# Fishes of the World
A Fishes of the World (magyarul: A világ halai) Joseph S. Nelson (professor emeritus, University of Alberta, Canada) könyve, amely a halak modern rendszertanának alapvető hivatkozási pontja.
A mű alaptémáján kívül áttekinti az ichthiológia alapjait, valamint megemlíti a halak mellett a gerinchúrosok más csoportjait is. Legújabb, 2006-os negyedik kiadása több mint 25 000 halfaj rendszertanáról ad átfogó képet. Minden családról legalább egy bekezdés szól, de a népesebb családok alcsaládjait, nemzetségeit külön részletezi.
Az első kiadás 1976-ban, a második 1984-ben, a harmadik 1994-ben (ISBN 0-471-54713-1), a negyedik 2006-ban (ISBN 0-471-25031-7) jelent meg. Ez utóbbi elsőként használta fel a DNS-analízisek eredményeit, felülírva számos hagyományos rendszerezést.

## Fordítás
- Ez a szócikk részben vagy egészben  a   Fishes of the World című angol Wikipédia-szócikk fordításán alapul.  Az eredeti cikk szerkesztőit annak laptörténete sorolja fel. Ez a jelzés csupán a megfogalmazás eredetét és a szerzői jogokat jelzi, nem szolgál a cikkben szereplő információk forrásmegjelöléseként.